# Депортиво Кали
«Депорти́во» Кали (исп. Asociación Deportivo Cali) — колумбийский футбольный клуб из города Кали. Это один из традиционно сильнейших и самых титулованных клубов Колумбии. «Депортиво» занимает четвёртое место по количеству выигранных чемпионатов Колумбии.

## История
Команда была основана в 1908 году под названием ФК «Кали» группой калийцев, вернувшихся из Европы. Под таким названием команда выступала до 1927 года. В 1948 году команда приняла профессиональный статус.
«Депортиво Кали» дважды доходил до финалов Кубка Либертадорес — в 1978 году это был первый финал для колумбийских клубов в истории. «Депортиво» уступил аргентинской «Боке Хуниорс». В 1999 году «Депортиво» проиграл в финале бразильскому «Палмейрасу».
Осенью 2007 года «Депортиво Кали» переехал на собственный стадион «Депортиво Кали». До этого «Депортиво» делил арену «Паскуаль Герреро» со своими принципиальными соперниками «Америкой». Это первая арена в колумбийском футболе, которая является собственностью исключительно одного футбольного клуба.
В конце 2021 года «бело-зелёные» стали четвёртым колумбийским клубом, выигравшим 10 и более национальных чемпионатов. «Депортиво» в решающих матчах Финалисасьона обыграл действовавших на тот момент чемпионов «Депортес Толиму».

## Достижения
- Чемпионы Колумбии (10): 1965, 1967, 1969, 1970, 1974, 1995/96, 1998, 2005-II, 2015-I, 2021-II
- Вице-чемпион Колумбии (14): 1949, 1962, 1968, 1972, 1976, 1977, 1978, 1980, 1985, 1986, 2003-II, 2006-I, 2013-II , 2017 Ап (рекорд)
- Обладатель Кубка Колумбии (1): 2010
- Финалист Кубка Либертадорес (2): 1978, 1999
- Финалист Кубка Мерконорте (1): 1998